# Alberto Giralda Cid
Alberto Giralda Cid (* 9. července 1953, Valladolid) je římskokatolický kněz španělského původu působící v Česku. Je členem institutu Id Krista Vykupitele – misionářů Identes. Duchovně působí v římskokatolické farnosti v Praze-Michli – v letech 1997–2011 zde působil jako farář a opět od roku 2018 jako administrátor farnosti. Mezitím (v letech 2011–2018) působil v Itálii.

## Život
Alberto Giralda se pro kněžství podle vlastních slov rozhodl ve svých 16 letech (v roce 1969), kdy v létě studoval kvůli propadnutí z náboženství a narazil na poznámku v učebnici: „A ty nejsi ochotný říci ano dobrému Ježíši, který na tvé srdce neustále klepe?“ Tato poznámka na něj zapůsobila tak, že se pro kněžství rozhodl, dalšího dne své rozhodnutí oznámil své matce a o čtyři měsíce později se seznámil s misionáři Identes. V roce 1971 složil sliby čistoty, stal se misionářem a začal žít ve valladolidské komunitě misionářů. Otec Albero pak vystudoval jako laik teologii na papežské univerzitě Angelicum v Římě. V roce 1991 byl osloven představeným, aby odešel ještě jako laik do Prahy s úkolem vybudovat komunitu. Prahu si podle svých slov představoval jako „město sněhu se vzdáleným vytím vlků“.  Do tehdejšího Československa dorazil přes Bratislavu, po měsíci odcestoval do Prahy, kam přijel 20. září 1991. V Bratislavě se ještě setkal s dvěma misionáři, kteří do Československa přijeli před ním – Antoniem Pérezem, který zůstal v Bratislavě a Felipem Rufesem, který působil v Olomouci. V Praze Giraldu přivítal profesor hispanistiky, Josef Forbelský, a Giralda byl ubytován na kolejích Kajetánka. Všichni španělští misionáři se pravidelně setkávali v jednom ze svých měst, představený byl Felipe Rufes. Giralda se v Praze stal lektorem španělštiny na filosofické fakultě, později též (už jako jáhen) na Univerzitě Palackého v Olomouci. V roce 1993 přijal prvního slovanského misionáře – pozdějšího kněze a administrátora v Praze-Michli, Antonína Lukeše. Na kněze byl vysvěcen 2. ledna 1994 v Římě, primiční mši svatou sloužil 4. ledna. Následně byl ustanoven spirituálem Arcibiskupského gymnázia. Později byl přijat kardinálem Vlkem do kněžské služby v pražské arcidiecézi a od září 1996 byl ustanoven ve farnosti Praha-Michle.
Alberto Giralda stál v roce 1996 u vzniku nové tradice tříkrálových průvodů na Hradčanech – jednalo se o import španělské tradice tzv. cabalgatas. Tento zvyk se posléze rozšířil i do dalších českých měst.
V roce 2003 přišel se záměrem vybudovat české národní poutní místo – chrám sv. Josefa na Kozákově, ale ačkoliv byl plán v obci Chuchelna přijat kladně, záměr nebyl realizován. Působil rovněž na Katolické teologické fakultě Univerzity Karlovy (KTF UK), od listopadu 2005 na oddělení fundamentální a dogmatické teologie Katedry systematické teologie KTF UK.
V březnu 2011 odešel na pokyn svého představeného do Itálie, nejdříve sloužil jako farář římskokatolické farnosti u kostela Těla Páně v Bologni, od roku 2014 pak byl farním vikářem římskokatolické farnosti u kostela sv. Matouše v Římě. 13. února 2017 sloužil v domu sv. Marty mši s papežem Františkem. Od listopadu 2018 se vrátil do Česka a v Praze-Michli tvoří malou komunitu hnutí, nejprve spolu s dalším španělským knězem Antoniem Vicentem Pérezem Caramésem, později s českým knězem Antonínem Lukešem.

## Názory
Opakovaně se vyjádřil o Češích a jejich vztahu k víře, ta je podle něj hlubší a neprojevuje se tak okázalými gesty jako v Itálii či Španělsku; dále také pojmenoval problematický vztah Čechů k instituci církve daný husitstvím, rekatolizací, antiklerikalismem první republiky a obdobím komunistické diktatury. Také prohlásil, že jsou Češi velmi štědří, což se projevilo při sbírce dárků pro nemocniční děti během tříkrálových průvodů. Roku 2007 se vyjádřil kriticky k výstavě lidských těl Bodies.

## Galerie

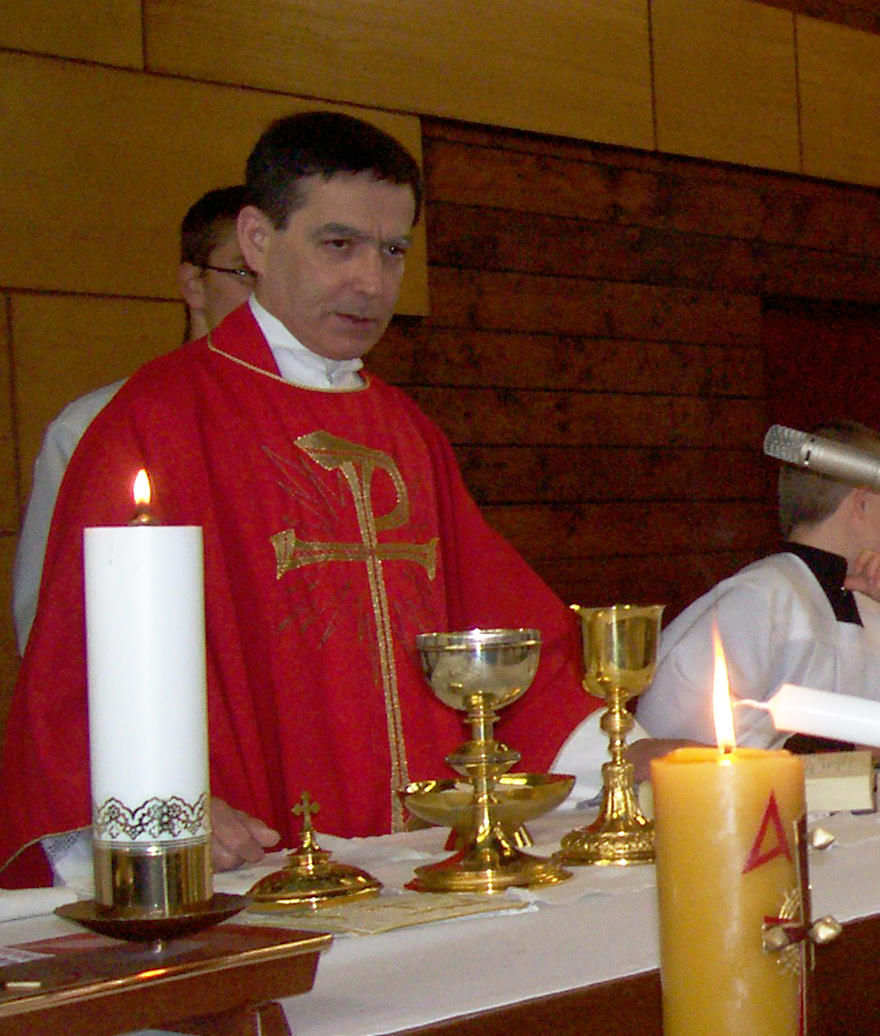
Bohoslužba oběti
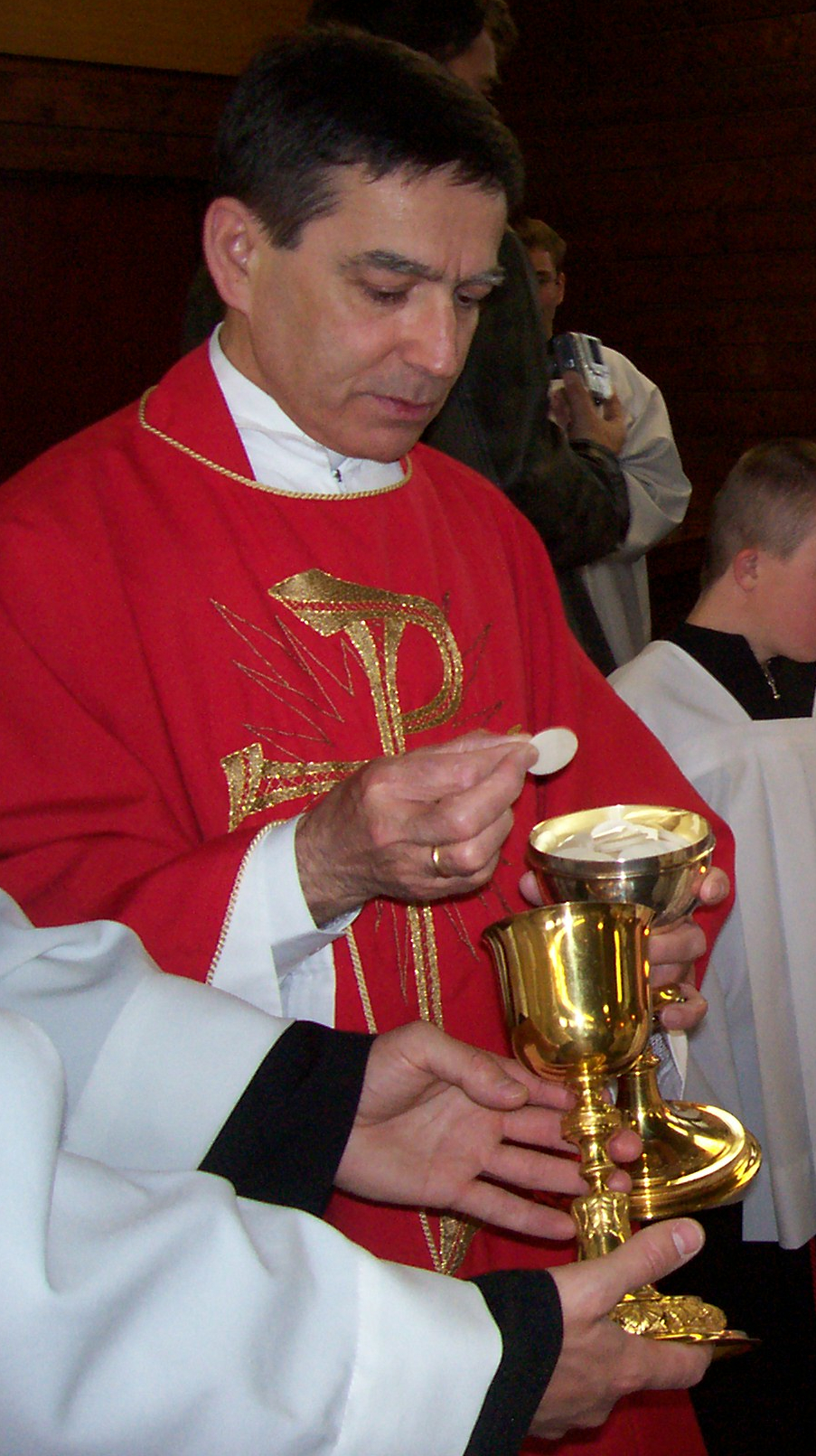
Svaté přijímání
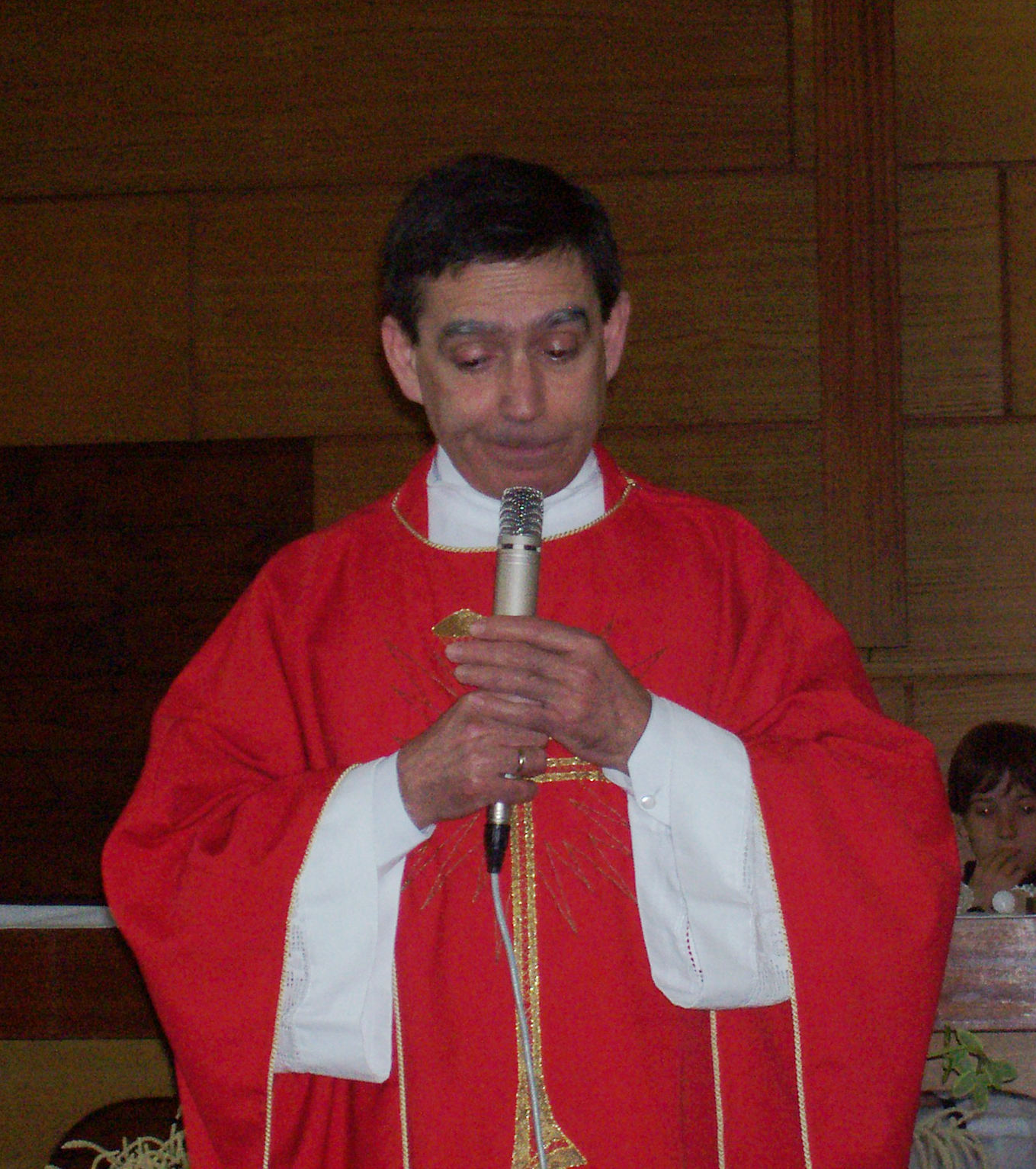
Během kázání
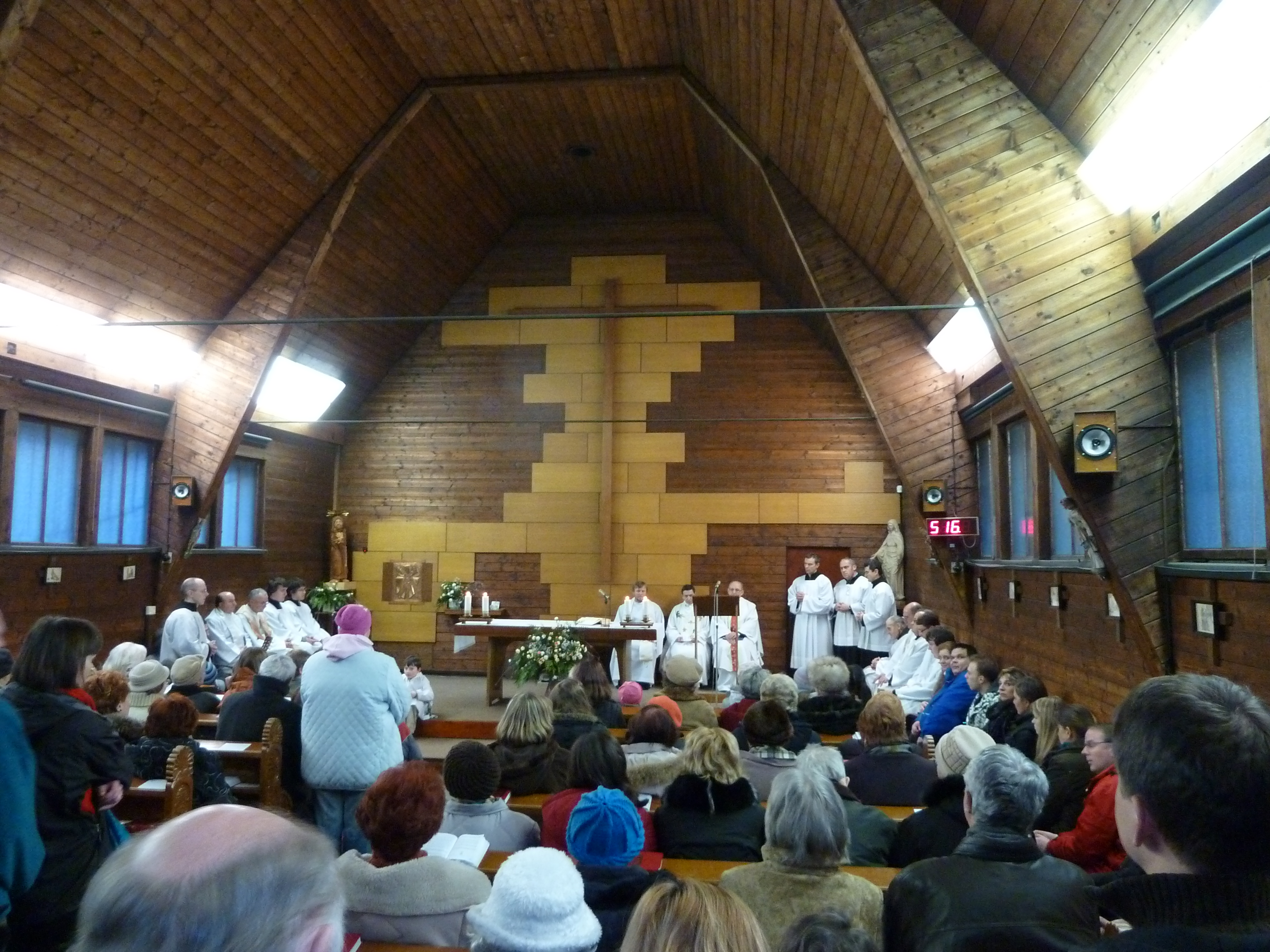
Mše na rozloučení (2011)
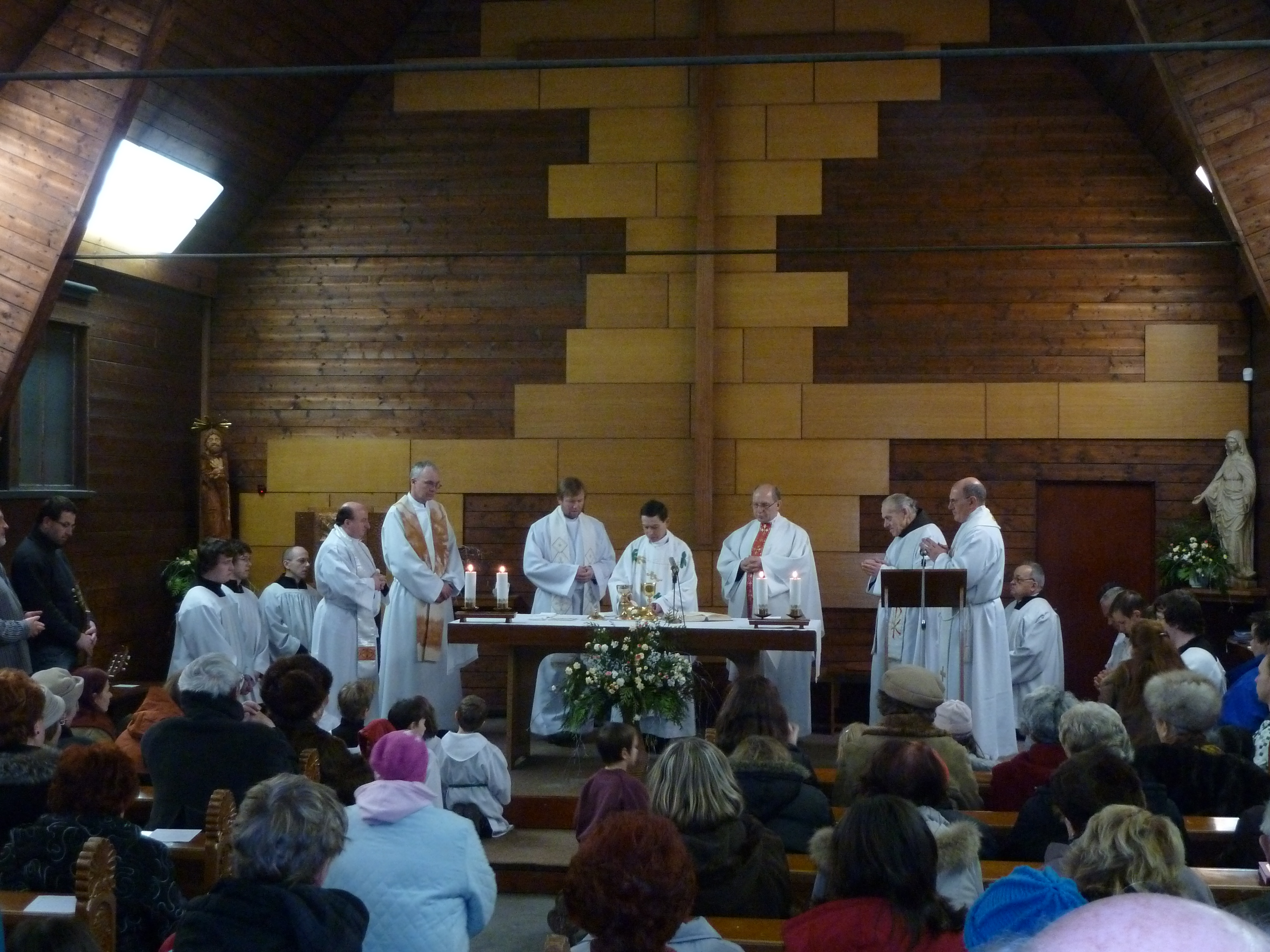
Mše na rozloučení (2011)